# Shake Some Action
Albums de The Flamin' Groovies
Teenage Head
(1971) Now
(1978)
Shake Some Action, sorti en 1976, est le cinquième album du groupe de rock américain The Flamin' Groovies.

## Titres
1. Shake Some Action (Cyril Jordan, Chris Wilson) - 4:33
2. Sometimes  (Thomasson) - 2:23
3. Yes, It's True (Cyril Jordan, Chris Wilson) - 2:30
4. St. Louis Blues (W. C. Handy) - 2:41
5. You Tore Me Down (Cyril Jordan, Chris Wilson) - 2:51
6. Please, Please, Girl (Cyril Jordan, Chris Wilson) - 2:04
7. Let the Boy Rock n' Roll (John Sebastian, Joe Butler) - 2:19
8. Don't You Lie To Me (Hudson Whittaker, Chuck Berry) - 2:28
9. She Said Yeah (Jackson, Christy) - 1:39
10. I'll Cry Alone (Cyril Jordan, Chris Wilson) - 2:17
11. Misery (John Lennon, Paul McCartney) - 1:40
12. I Saw Her (Cyril Jordan, Chris Wilson, Wilhelm, Hunter) - 2:40
13. Teenage Confidential (Cyril Jordan, Chris Wilson) - 2:47
14. I Can't Hide (Cyril Jordan, Chris Wilson) - 3:18